# Eisschnelllauf-Mehrkampfweltmeisterschaft 2018

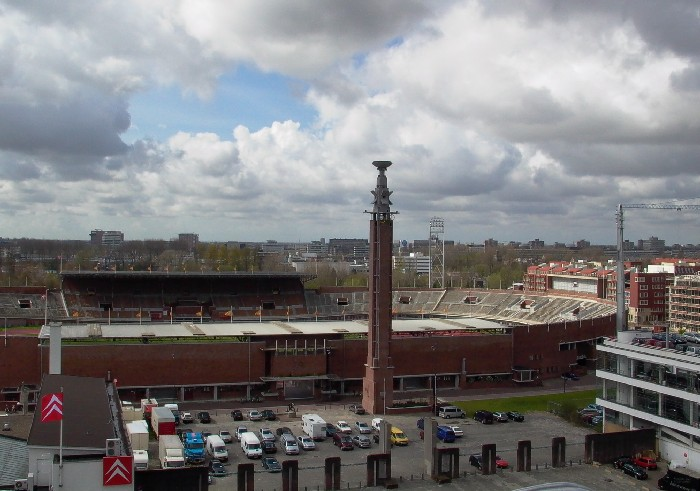
Das Olympiastadion Amsterdam

Die 112. Mehrkampfweltmeisterschaft (76. der Frauen) fand vom 9. bis 11. März 2018 in Amsterdam, Niederlande statt. Die Wettbewerbe wurden im Olympiastadion Amsterdam ausgetragen.
Bei den Frauen siegte die Japanerin Miho Takagi. Die deutschen Teilnehmerinnen Claudia Pechstein und Gabriele Hirschbichler konnten sich nicht für den abschließenden Lauf über 5000 Meter qualifizieren und wurden 13. und 18.
Der Niederländer Patrick Roest konnte sich bei den Männern zum ersten Mal den Titel sichern. Linus Heidegger aus Österreich erreichte den 19. Platz, der Deutsche Moritz Geisreiter wurde 22.

## Teilnehmende Nationen
- 47 Athleten, 23 Frauen und 24 Männer, nahmen an der Weltmeisterschaft teil.[1] Insgesamt waren 15 Nationen vertreten.

| Belgien Dänemark Deutschland Italien Japan | Kanada Lettland Niederlande Norwegen Österreich | Polen Russland Schweden Tschechien Volksrepublik China |

## Wettbewerb
Bei der Mehrkampfweltmeisterschaft geht es über jeweils vier Distanzen. Die Frauen laufen 500, 3000, 1500 und 5000 Meter und die Männer 500, 5000, 1500 und 10.000 Meter.

### Frauen

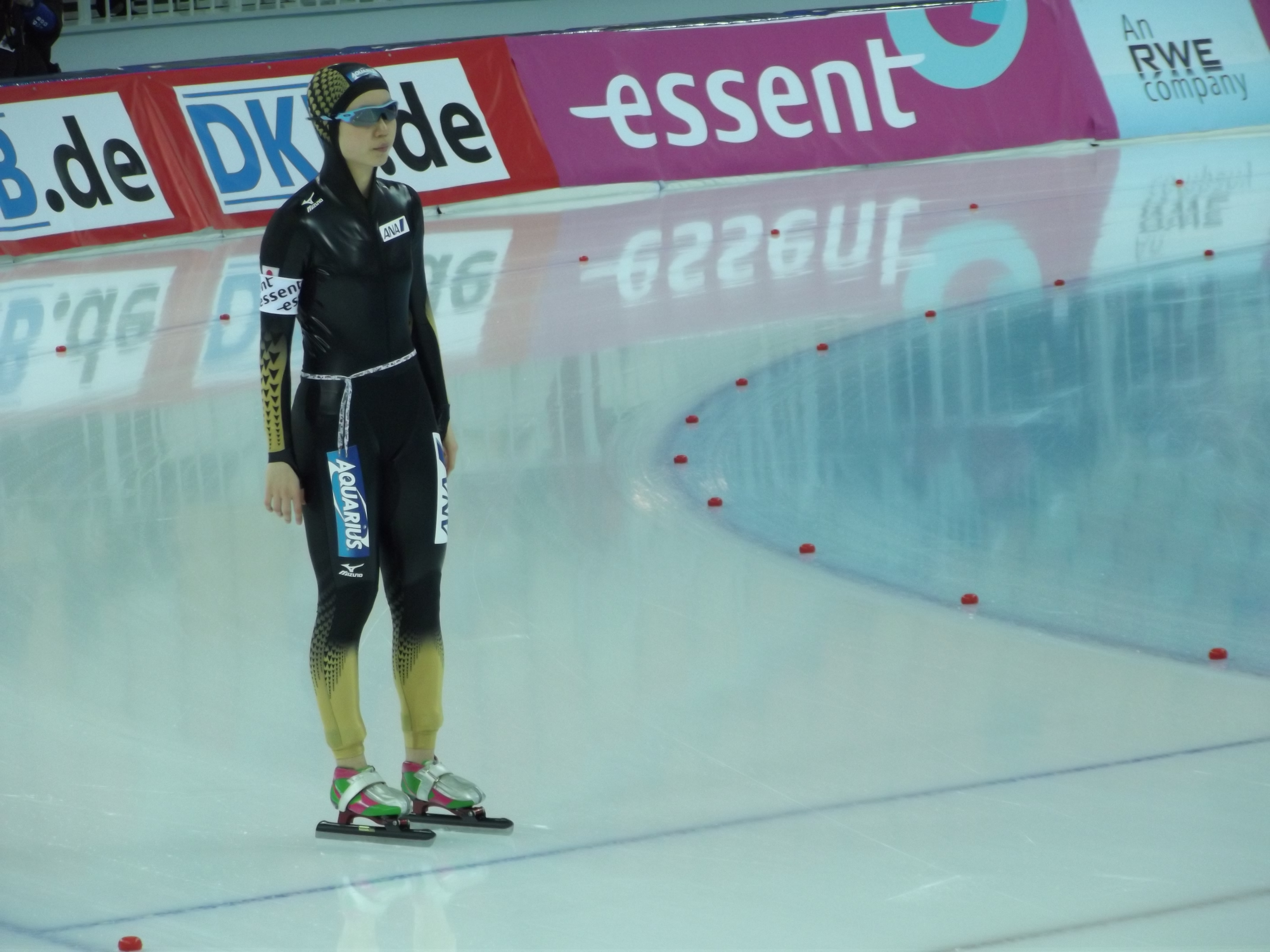
Mehrkampf-Weltmeisterin Miho Takagi

#### Endstand Kleiner-Vierkampf
- Zeigt die acht erfolgreichsten Sportlerinnen der Mehrkampf-WM (Finalteilnahme über 5000 Meter)
- Die Zahl in Klammern gibt die Platzierung je Einzelstrecke an, fett gedruckt die jeweils Schnellste.

| 01 | Miho Takagi            | 39,01 s (1)  | 4:19,78 min (2)  | 1:58,82 min (1)  | 7:29,93 min (4) | 166,905 |  |  |  |  |
| 02 | Ireen Wüst             | 40,81 s (9)  | 4:15,80 min (1)  | 1:58,89 min (2)  | 7:26,85 min (1) | 167,758 |  |  |  |  |
| 03 | Annouk van der Weijden | 40,89 s (10) | 4:22,35 min (4)  | 2:00,94 min (4)  | 7:29,12 min (3) | 169,840 |  |  |  |  |
| 04 | Antoinette de Jong     | 40,47 s (4)  | 4:23,04 min (5)  | 2:01,90 min (6)  | 7:30,73 min (5) | 170,016 |  |  |  |  |
| 05 | Francesca Lollobrigida | 40,78 s (8)  | 4:24,04 min (7)  | 2:00,48 min (3)  | 7:32,35 min (6) | 170,181 |  |  |  |  |
| 06 | Martina Sáblíková      | 41,81 s (19) | 4:21,05 min (3)  | 2:02,49 min (7)  | 7:28,17 min (2) | 170,965 |  |  |  |  |
| 07 | Ayaka Kikuchi          | 40,32 s (3)  | 4:24,01 min (6)  | 2:03,15 min (9)  | 7:46,71 min (8) | 172,042 |  |  |  |  |
| 08 | Nikola Zdráhalová      | 40,47 s (4)  | 4:26,47 min (9)  | 2:03,60 min (12) | 7:39,70 min (7) | 172,051 |  |  |  |  |
|    |                        |              |                  |                  |                 |         |  |  |  |  |
| 13 | Claudia Pechstein      | 41,77 s (18) | 4:27,43 min (11) | 2:03,53 min (11) | DNS             | 127,517 |  |  |  |  |
| 18 | Gabriele Hirschbichler | 40,22 s (2)  | 4:40,21 min (22) | 2:05,48 min (18) | DNS             | 128,747 |  |  |  |  |

#### 500 Meter
| Platz | Name                   | Land        | Zeit    | Punkte |
| ----- | ---------------------- | ----------- | ------- | ------ |
| 01    | Miho Takagi            | Japan       | 39,01 s | 39,010 |
| 02    | Gabriele Hirschbichler | Deutschland | 40,22 s | 40,220 |
| 03    | Ayaka Kikuchi          | Japan       | 40,32 s | 40,320 |
| 04    | Antoinette de Jong     | Niederlande | 40,47 s | 40,470 |
| 04    | Nikola Zdráhalová      | Tschechien  | 40,47 s | 40,470 |
| 06    | Ida Njåtun             | Norwegen    | 40,55 s | 40,550 |
| 07    | Natalia Czerwonka      | Polen       | 40,75 s | 40,750 |
| 08    | Francesca Lollobrigida | Italien     | 40,78 s | 40,780 |
| 09    | Ireen Wüst             | Niederlande | 40,81 s | 40,810 |
| 10    | Annouk van der Weijden | Niederlande | 40,89 s | 40,890 |
|       |                        |             |         |        |
| 18    | Claudia Pechstein      | Deutschland | 41,77 s | 41,770 |

#### 3000 Meter
| Platz | Name                   | Land        | Zeit         | Punkte |
| ----- | ---------------------- | ----------- | ------------ | ------ |
| 01    | Ireen Wüst             | Niederlande | 4:15,80 min  | 42,633 |
| 02    | Miho Takagi            | Japan       | 4:19,78 min  | 43,296 |
| 03    | Martina Sáblíková      | Tschechien  | 4:21,05 min  | 43,508 |
| 04    | Annouk van der Weijden | Niederlande | 4:22,35 min  | 43,725 |
| 05    | Antoinette de Jong     | Niederlande | 4:23,04 min  | 43,840 |
| 06    | Ayaka Kikuchi          | Japan       | 4:24,01 min  | 44,001 |
| 07    | Francesca Lollobrigida | Italien     | 4:24,04 min  | 44,006 |
| 08    | Jewgenija Lalenkowa    | Russland    | 4:24,50 min  | 44,083 |
| 09    | Nikola Zdráhalová      | Tschechien  | 4:26,47 min  | 44,411 |
| 10    | Ivanie Blondin         | Kanada      | 4:26,55 min  | 44,425 |
| 11    | Claudia Pechstein      | Deutschland | 4:27,43 min  | 44,571 |
|       |                        |             |              |        |
| 22    | Gabriele Hirschbichler | Deutschland | 4:40,,21 min | 46,701 |

#### 1500 Meter
| Platz | Name                   | Land        | Zeit        | Punkte |
| ----- | ---------------------- | ----------- | ----------- | ------ |
| 01    | Miho Takagi            | Japan       | 1:58,82 min | 39,606 |
| 02    | Ireen Wüst             | Niederlande | 1:58,89 min | 39,630 |
| 03    | Francesca Lollobrigida | Italien     | 2:00,48 min | 40,160 |
| 04    | Annouk van der Weijden | Niederlande | 2:00,94 min | 40,313 |
| 05    | Luiza Złotkowska       | Polen       | 2:01,80 min | 40,600 |
| 06    | Antoinette de Jong     | Niederlande | 2:01,90 min | 40,633 |
| 07    | Martina Sáblíková      | Tschechien  | 2:02,49 min | 40,830 |
| 08    | Ida Njåtun             | Norwegen    | 2:02,86 min | 40,953 |
| 09    | Ayaka Kikuchi          | Japan       | 2:03,15 min | 41,050 |
| 10    | Jewgenija Lalenkowa    | Russland    | 2:03,35 min | 41,116 |
| 11    | Claudia Pechstein      | Deutschland | 2:03,53 min | 41,176 |
|       |                        |             |             |        |
| 18    | Gabriele Hirschbichler | Deutschland | 2:05,48 min | 41,826 |

#### 5000 Meter
| Platz | Name                   | Land        | Zeit        | Punkte |
| ----- | ---------------------- | ----------- | ----------- | ------ |
| 01    | Ireen Wüst             | Niederlande | 7:26,85 min | 44,685 |
| 02    | Martina Sáblíková      | Tschechien  | 7:28,17 min | 44,817 |
| 03    | Annouk van der Weijden | Niederlande | 7:29,12 min | 44,912 |
| 04    | Miho Takagi            | Japan       | 7:29,93 min | 44,993 |
| 05    | Antoinette de Jong     | Niederlande | 7:30,73 min | 45,073 |
| 06    | Francesca Lollobrigida | Italien     | 7:32,35 min | 45,235 |
| 07    | Nikola Zdráhalová      | Tschechien  | 7:39,70 min | 45,970 |
| 08    | Ayaka Kikuchi          | Japan       | 7:46,71 min | 46,671 |

### Männer

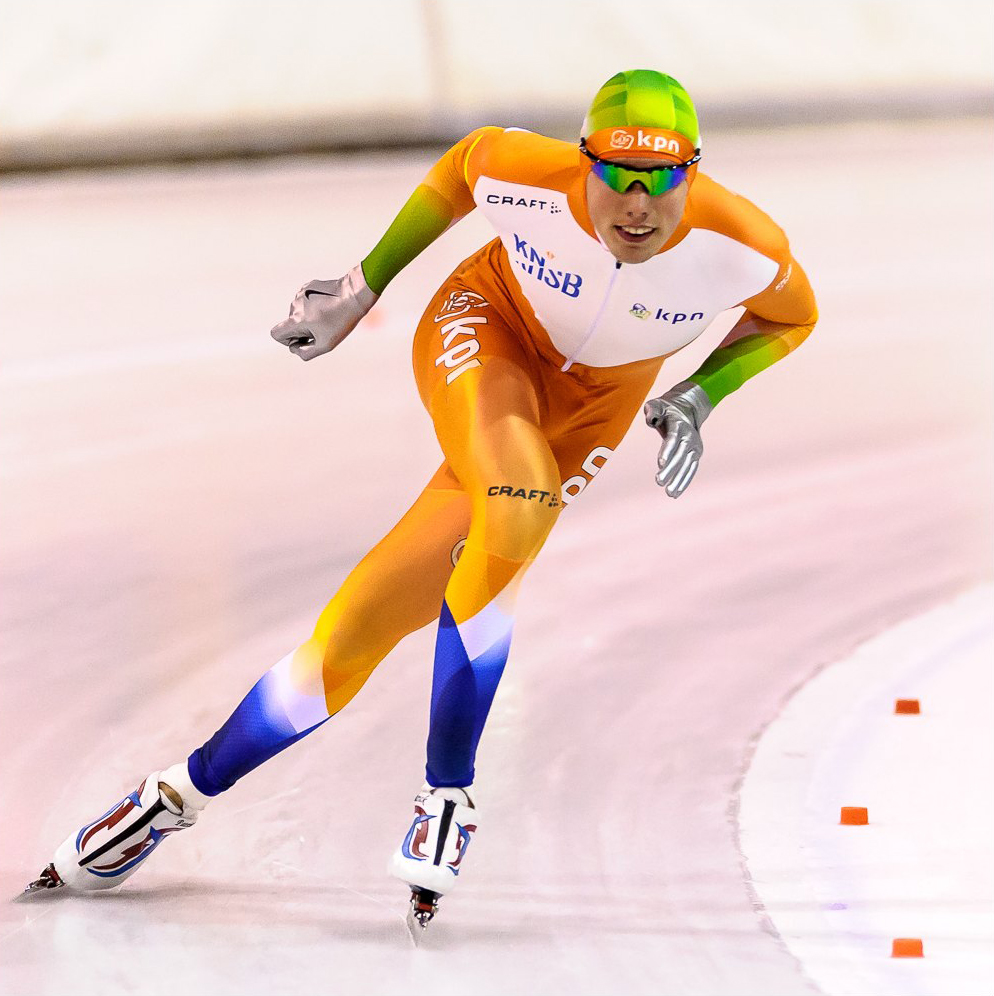
Mehrkampf-Weltmeister Patrick Roest

#### Endstand Großer-Vierkampf
- Zeigt die acht erfolgreichsten Sportler der Mehrkampf-WM (Finalteilnahme über 10.000 Meter)
- Die Zahl in Klammern gibt die Platzierung je Einzelstrecke an, fett gedruckt der jeweils Schnellste.

| 01 | Patrick Roest         | 36,97 s (1)  | 6:37,07 min (4)  | 1:49,87 min (2)  | 13:44,94 min (2) | 154,547  |  |  |  |  |
| 02 | Sverre Lunde Pedersen | 37,42 s (5)  | 6:33,81 min (1)  | 1:48,33 min (1)  | 14:00,60 min (5) | 154,941  |  |  |  |  |
| 03 | Marcel Bosker         | 37,85 s (12) | 6:35,39 min (3)  | 1:51,27 min (7)  | 13:49,49 min (3) | 155,953  |  |  |  |  |
| 04 | Sven Kramer           | 37,43 s (6)  | 6:34,15 min (2)  | 1:50,62 min (5)  | 14:05,70 min (6) | 156,003  |  |  |  |  |
| 05 | Bart Swings           | 37,96 s (14) | 6:39,58 min (7)  | 1:50,33 min (4)  | 13:51,45 min (4) | 1556,266 |  |  |  |  |
| 06 | Nils van der Poel     | 38,35 s (17) | 6:37,14 min (5)  | 1:53,15 min (13) | 13:40,38 min (1) | 156,799  |  |  |  |  |
| 07 | Haralds Silovs        | 37,04 s (3)  | 6:52,47 min (12) | 1:49,97 min (3)  | 14:55,08 min (7) | 159,697  |  |  |  |  |
| 08 | Danila Semerikow      | 38,73 s (18) | 6:37,14 min (5)  | 1:53,43 min (15) | DSQ              |          |  |  |  |  |
|    |                       |              |                  |                  |                  |          |  |  |  |  |
| 19 | Linus Heidegger       | 38,98 s (20) | 6:50,96 min (11) | 1:53,74 min (18) | DNS              | 117,99   |  |  |  |  |
| 22 | Moritz Geisreiter     | 39,57 s (21) | 6:53,38 min (16) | 1:56,83 min (22) | DNS              | 119,85   |  |  |  |  |

#### 500 Meter
| Platz | Name                  | Land        | Zeit    | Punkte |
| ----- | --------------------- | ----------- | ------- | ------ |
| 01    | Patrick Roest         | Niederlande | 36,97 s | 36,970 |
| 02    | Konrad Niedźwiedzki   | Polen       | 37,00 s | 37,000 |
| 03    | Haralds Silovs        | Lettland    | 37,04 s | 37,040 |
| 04    | Jan Szymański         | Polen       | 37,21 s | 37,210 |
| 05    | Sverre Lunde Pedersen | Norwegen    | 37,42 s | 37,420 |
| 06    | Sven Kramer           | Niederlande | 37,43 s | 37,430 |
| 07    | Simen Spieler Nilsen  | Norwegen    | 37,50 s | 37,500 |
| 08    | Shota Nakamura        | Japan       | 37,51 s | 37,510 |
| 09    | Håvard Bøkko          | Norwegen    | 37,55 s | 37,550 |
| 10    | Sergei Trofimow       | Russland    | 37,64 s | 37,640 |
|       |                       |             |         |        |
| 20    | Linus Heidegger       | Österreich  | 38,98 s | 38,980 |
| 21    | Moritz Geisreiter     | Deutschland | 39,57 s | 39,570 |

#### 5000 Meter
| Platz | Name                  | Land        | Zeit        | Punkte |
| ----- | --------------------- | ----------- | ----------- | ------ |
| 01    | Sverre Lunde Pedersen | Norwegen    | 6:33:81 min | 39,381 |
| 02    | Sven Kramer           | Niederlande | 6:34,15 min | 39,415 |
| 03    | Marcel Bosker         | Niederlande | 6:35,39 min | 39,539 |
| 04    | Patrick Roest         | Niederlande | 6:37,07 min | 39,707 |
| 05    | Danila Semerikow      | Russland    | 6:37,14 min | 39,714 |
| 05    | Nils van der Poel     | Niederlande | 6:37,14 min | 39,714 |
| 07    | Bart Swings           | Belgien     | 6:39,58 min | 39,958 |
| 08    | Andrea Giovannini     | Italien     | 6:45,16 min | 40,516 |
| 09    | Håvard Bøkko          | Norwegen    | 6:45,46 min | 40,546 |
| 10    | Viktor Hald Thorup    | Dänemark    | 6:48,10 min | 40,810 |
| 11    | Linus Heidegger       | Österreich  | 6:50,96 min | 41,096 |
|       |                       |             |             |        |
| 16    | Moritz Geisreiter     | Deutschland | 6:53,38 min | 41,338 |

#### 1500 Meter
| Platz | Name                  | Land        | Zeit        | Punkte |
| ----- | --------------------- | ----------- | ----------- | ------ |
| 01    | Sverre Lunde Pedersen | Norwegen    | 1:48,33 min | 36,110 |
| 02    | Patrick Roest         | Niederlande | 1:49,87 min | 36,623 |
| 03    | Haralds Silovs        | Lettland    | 1:49,97 min | 36,656 |
| 04    | Bart Swings           | Belgien     | 1:50,33 min | 36,776 |
| 05    | Sven Kramer           | Niederlande | 1:50,62 min | 36,873 |
| 06    | Ted-Jan Bloemen       | Kanada      | 1:51,22 min | 37,073 |
| 07    | Marcel Bosker         | Niederlande | 1:51,27 min | 37,090 |
| 08    | Håvard Bøkko          | Norwegen    | 1:51,60 min | 37,200 |
| 09    | Sergei Trofimow       | Russland    | 1:51,82 min | 37,273 |
| 10    | Konrad Niedźwiedzki   | Polen       | 1:52,08 min | 37,360 |
|       |                       |             |             |        |
| 18    | Linus Heidegger       | Österreich  | 1:53,74 min | 37,913 |
| 22    | Moritz Geisreiter     | Deutschland | 1:56,83 min | 38,943 |

#### 10.000 Meter
| Platz | Name                  | Land        | Zeit         | Punkte |
| ----- | --------------------- | ----------- | ------------ | ------ |
| 01    | Nils van der Poel     | Schweden    | 13:40,38 min | 41,019 |
| 02    | Patrick Roest         | Niederlande | 13:44,94 min | 41,247 |
| 03    | Marcel Bosker         | Niederlande | 13:49,49 min | 41,474 |
| 04    | Bart Swings           | Belgien     | 13:51,45 min | 41,572 |
| 05    | Sverre Lunde Pedersen | Norwegen    | 14:00,60 min | 42,030 |
| 06    | Sven Kramer           | Niederlande | 14:05,70 min | 42,285 |
| 07    | Haralds Silovs        | Lettland    | 14:55,08 min | 44,754 |
| 08    | Danila Semerikow      | Russland    | DSQ          |        |